# Otto Sinding
Otto Sinding (ur. 20 grudnia 1842, zm. 22 listopada 1909 w Monachium) – norweski malarz. Starszy brat Christiana Sindinga i Stefana Sindinga.

## Życiorys i twórczość
Otto Sinding osiadłszy w Monachium, malował krajobrazy z Norwegii i Włoch, np.: Wiosna na Lofotach, Chłopcy w kąpieli. Dzieła w galeriach Kopenhagi, Monachium, Oslo i Budapesztu.